# Wikipédia en slovaque
Wikipédia en slovaque (en slovaque : Slovenská Wikipédia) est l’édition de Wikipédia en slovaque, langue slave occidentale parlée en Slovaquie. L'édition est lancée en janvier 2003. Son code est : sk.
Au 21 mars 2025, l'édition en slovaque contient 252 874 articles et compte 261 414 contributeurs, dont 517 contributeurs actifs et 11 administrateurs.

## Présentation

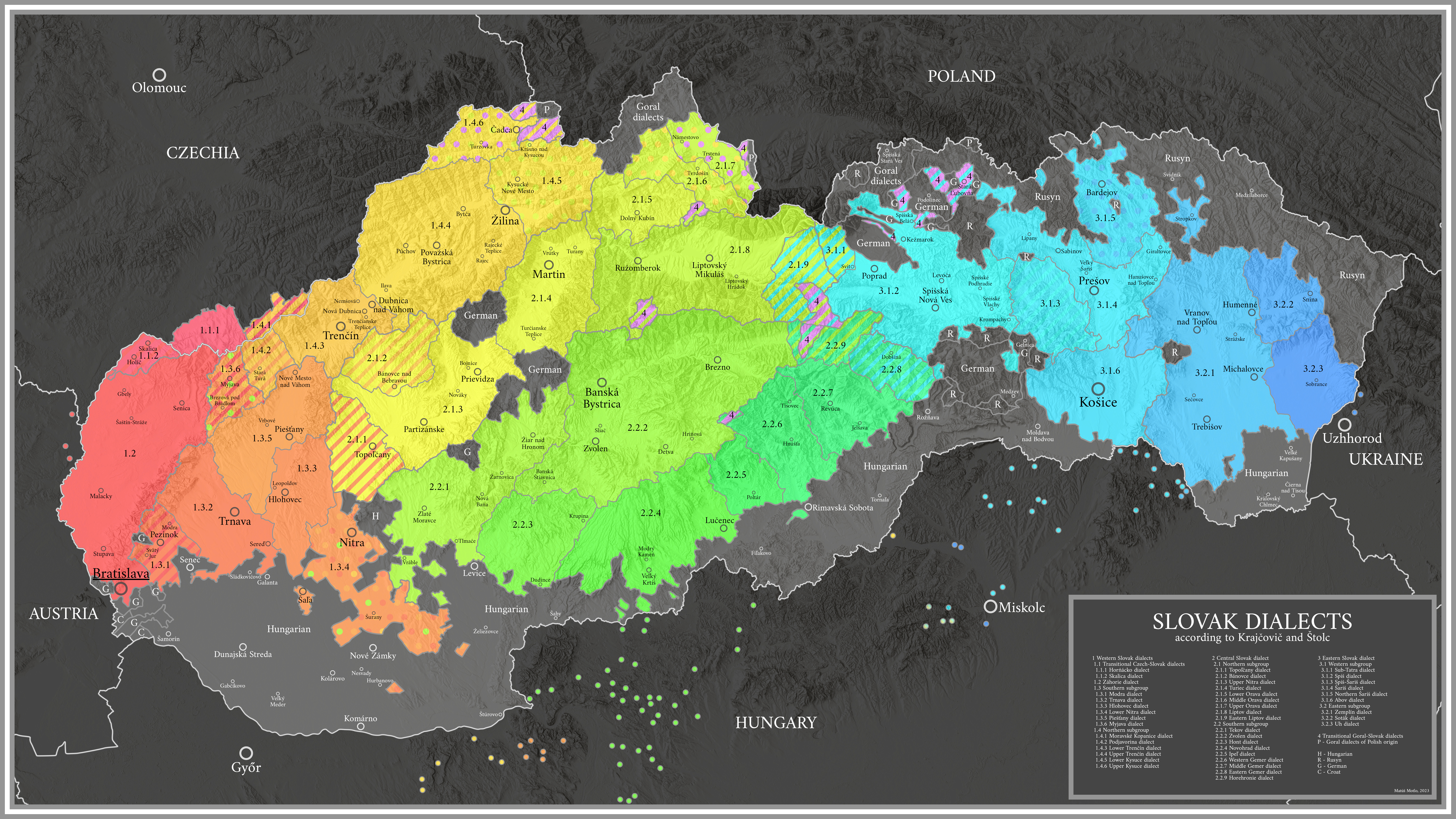
Aire de diffusion du slovaque.

## Statistiques
- En août 2008, l'édition en slovaque atteint la barre des 100 000 articles.
- En février 2011, elle compte plus de 120 000 articles et 56 400 utilisateurs enregistrés.
- Le 1er novembre 2022, elle contient 242 514 articles et compte 224 707 contributeurs, dont 608 contributeurs actifs et 10 administrateurs.
- Le 11 août 2024, elle contient 249 725 articles et compte 253 282 contributeurs, dont 468 contributeurs actifs et 11 administrateurs.